# سیارک ۲۵۶۹۶
سیارک ۲۵۶۹۶ (به انگلیسی: 25696 Kylejones، نامگذاری:2000AE125)۲۵۶۹۶مین سیارک کشف شده‌است که در ۰۵ ژانویه ۲۰۰۰ کشف شد.